# Donald Crisp
Pour les articles homonymes, voir Crisp.
Donald Crisp est un acteur, réalisateur, producteur et scénariste britannique né le 27 juillet 1882 à Bow (Londres), et mort le 25 mai 1974 à Van Nuys en Californie.

## Filmographie

### Acteur

#### Années 1900-1910
- 1908 : The French Maid
- 1909 : À travers les brisants (Through the Breakers) de David Wark Griffith : Un homme au Club
- 1910 : Sunshine Sue : le Responsable de l'atelier de misère
- 1910 : A Plain Song : Un homme à la gare
- 1910 : A Child's Stratagem : Un policier
- 1910 : The Golden Supper : Un courtier / Monk
- 1910 : Winning Back His Love : At Stage Door
- 1911 : The Two Paths : Un valet
- 1911 : The Italian Barber : au bal
- 1911 : Help Wanted : dans le couloir
- 1911 : Fate's Turning : Le valet
- 1911 : The Poor Sick Men : Un policier
- 1911 : A Wreath of Orange Blossoms : Un serveur / Au bureau
- 1911 : Heart Beats of Long Ago : Un courtier
- 1911 : What Shall We Do with Our Old? : huissier au tribunal de nuit
- 1911 : Lily of the Tenements
- 1911 : A Decree of Destiny (en) de D. W. Griffith : Au Club / Au mariage
- 1911 : Conscience : Un policier
- 1911 : In the Days of '49
- 1911 : The White Rose of the Wilds
- 1911 : The Primal Call
- 1911 : Out from the Shadow : pendant la danse
- 1911 : The Diving Girl de Mack Sennett : Un baigneur
- 1911 : Swords and Hearts : Au domicile des Frazier / homme des bois
- 1911 : The Squaw's Love : un figurant
- 1911 : Her Awakening : Un témoin de l'accident
- 1911 : The Making of a Man : Un acteur / dans les coulisses
- 1911 : The Adventures of Billy : premier clochard
- 1911 : The Long Road : un domestique / le propriétaire
- 1911 : The Battle : Un soldat de l'Union
- 1911 : The Miser's Heart (en) : Un policier
- 1911 : The Failure (it) de D. W. Griffith : Un employé de banque
- 1912 : The Eternal Mother
- 1912 : The Inner Circle (en)
- 1912 : Cœur d'apache (The Musketeers of Pig Alley) de D. W. Griffith : Un membre du gang rival
- 1913 : Pirate Gold de Wilfred Lucas
- 1913 : Near to Earth (en)
- 1913 : The Sheriff's Baby (en)
- 1913 : Olaf-An Atom : le mendiant
- 1913 : Two Men of the Desert
- 1913 : Black and White
- 1913 : The Bracelet
- 1913 : By Man's Law de Christy Cabanne : Le frère du propriétaire
- 1913 : The Blue or the Gray (it) de Christy Cabanne : Le premier rival
- 1913 : In the Elemental World : Le mari
- 1914 : The Mysterious Shot
- 1914 : The Different Man
- 1914 : The Battle of the Sexes : Frank Andrews
- 1914 : The Stiletto
- 1914 : The Great Leap: Until Death Do Us Part de Christy Cabanne
- 1914 : Ashes of the Past
- 1914 : Home, Sweet Home de D. W. Griffith : Le fils de la mère
- 1914 : The Soul of Honor
- 1914 : The Mountain Rat : Steve
- 1914 : The Escape de D. W. Griffith : 'Bull' McGee
- 1914 : The Newer Woman
- 1914 : The Birthday Present
- 1914 : The Weaker Strain
- 1914 : The Idiot
- 1914 : The Avenging Conscience; Thou Shalt Not Kill : tout petit rôle
- 1914 : The Tavern of Tragedy
- 1914 : Her Mother's Necklace
- 1914 : A Lesson in Mechanics
- 1914 : Down the Hill to Creditville
- 1914 : The Great God Fear
- 1914 : His Mother's Trust
- 1914 : The Warning
- 1914 : The Niggard
- 1914 : The Folly of Anne
- 1914 : Another Chance
- 1914 : The Sisters (en)
- 1914 : A Question of Courage
- 1914 : Over the Ledge
- 1915 : The Blue or the Gray
- 1915 : An Old-Fashioned Girl
- 1915 : Naissance d'une nation (The Birth of a Nation) de D. W. Griffith : le général Ulysses S. Grant
- 1915 : The Love Route d'Allan Dwan : Harry Marshall
- 1915 : The Commanding Officer d'Allan Dwan : Colonel Archer (le Commandant)
- 1915 : May Blossom d'Allan Dwan : Steve Harland
- 1915 : A Girl of Yesterday d'Allan Dwan : A.H. Monroe
- 1916 : Ramona : Jim Farrar
- 1916 : Intolérance (Intolerance: Love's Struggle Throughout the Ages) de D. W. Griffith : un figurant
- 1917 : Jeanne d'Arc (Joan the Woman) de Cecil B. DeMille
- 1919 : Le Lys brisé (Broken Blossoms or The Yellow Man and the Girl) de D. W. Griffith : Battling Burrows

#### Années 1920
- 1921 : The Bonnie Brier Bush : Lachlan Campbell
- 1925 : Don X, fils de Zorro (Don Q Son of Zorro) de lui-même : Don Sebastian
- 1926 : Le Pirate noir (The Black Pirate) d'Albert Parker : MacTavish
- 1928 : Le Clan des aigles (Stand and Deliver) : Un membre du London Club
- 1928 : Minuit à Frisco (The River Pirate) de William K. Howard : Caxton
- 1928 : Les Vikings (The Viking) de Roy William Neill : Leif Ericsson
- 1929 : L'Affaire Manderson (Trent's Last Case) de Howard Hawks : Sigsbee Manderson
- 1929 : Chanson païenne (The Pagan) de W. S. Van Dyke : M. Slater
- 1929 : Le Retour de Sherlock Holmes (The Return of Sherlock Holmes) de Basil Dean : Colonel Moran

#### Années 1930
- 1930 : Scotland Yard de William K. Howard : Charles Fox
- 1931 : Svengali d'Archie Mayo : Le propriétaire
- 1931 : Kick In de Richard Wallace : Commissaire de Police Harvey
- 1932 : A Passport to Hell de Frank Lloyd : Sergent Snyder
- 1932 : La Belle de Saïgon (Red Dust) de Victor Fleming : Guidon
- 1933 : Hamlet - Act I: Scene V : Marcellus
- 1933 : Mystérieux Week-end (Broadway Bad) de Sidney Lanfield : Darrall
- 1934 : The Crime Doctor de John S. Robertson : Un avocat
- 1934 : The Key de Michael Curtiz: Peadar Conlan
- 1934 : Le Calvaire de Flora Winters (The Life of Vergie Winters) d'Alfred Santell : Mike Davey
- 1934 : What Every Woman Knows de Gregory La Cava : M. David Wylie
- 1934 : Le Petit Ministre (The Little Minister) de Richard Wallace : Docteur McQueen
- 1935 : Vanessa: Her Love Story (en) de William K. Howard : George, le propriétaire de l'auberge
- 1935 : Laddie de George Stevens : M. Pryor
- 1935 : Oil for the Lamps of China de Mervyn LeRoy : J.T. McCarger
- 1935 : Les Révoltés du Bounty (Mutiny on the Bounty) de Frank Lloyd : Mari Thomas Burkitt
- 1936 : L'Ange blanc (The White Angel) de William Dieterle : Dr. Hunt
- 1936 : Mary Stuart (Mary of Scotland) de John Ford : Lord Huntley
- 1936 : La Charge de la brigade légère (The Charge of the Light Brigade) de Michael Curtiz : Colonel Campbell
- 1936 : La Rebelle (A Woman Rebels) de Mark Sandrich : Juge Byron Thistlewaite
- 1936 : L'Ennemie bien-aimée (Beloved Enemy) de H.C. Potter : Burke
- 1937 : Septième District The Great O'Malley) de William Dieterle : Capitaine de police Cromwell
- 1937 : La Vie privée du tribun (Parnell) de John M. Stahl : Michael Davitt
- 1937 : La Vie d'Emile Zola (The Life of Emile Zola) de William Dieterle : Maître Labori
- 1937 : Confession de Joe May : Le juge
- 1937 : Une certaine femme (That certain woman) d'Edmund Goulding : Jack V. Merrick Sr.
- 1938 : Sergeant Murphy de B. Reeves Eason : Colonel Todd Carruthers
- 1938 : L'Insoumise (Jezebel) de William Wyler : Dr Livingstone
- 1938 : The Beloved Brat de Arthur Lubin : M. John Morgan
- 1938 : Le Mystérieux docteur Clitterhouse (The Amazing Dr. Clitterhouse) d'Anatole Litvak : Inspecteur de police Lewis Lane
- 1938 : La Vallée des géants (Valley of the Giants) de William Keighley : Andy Stone
- 1938 : Nuits de bal (The Sisters) d'Anatole Litvak : Tim Hazelton
- 1938 : Comet Over Broadway de Busby Berkeley : Joe Grant
- 1938 : La Patrouille de l'aube (The Dawn Patrol) d'Edmund Goulding : Phipps
- 1939 : Terreur à l'ouest (The Oklahoma Kid) de Lloyd Bacon : Juge Hardwick
- 1939 : Les Hauts de Hurlevent (Wuthering Heights) de William Wyler : Dr Kenneth
- 1939 : Juarez de William Dieterle : Gen. Marechal Achille Bazaine
- 1939 : Les Fils de la Liberté (Sons of Liberty) de Michael Curtiz : Alexander McDougall
- 1939 : Filles courageuses (Daughters Courageous) de Michael Curtiz : Samuel 'Sam' Sloane
- 1939 : La Vieille Fille (The Old maid) d'Edmund Goulding : Dr Lanskell
- 1939 : La vie privée d'Elizabeth d'Angleterre (The Private Lives of Elizabeth and Essex) de Michael Curtiz : Francis Bacon

#### Années 1940
- 1940 : La Balle magique du Docteur Ehrlich (Dr. Ehrlich's Magic Bullet) : Ministre Althoff
- 1940 : L'Étrange Aventure (Brother Orchid) de Lloyd Bacon : le Frère supérieur
- 1940 : L'Aigle des mers (The Sea Hawk) : Sir John Burleson
- 1940 : Ville conquise (City for Conquest) : Scotty MacPherson
- 1940 : Knute Rockne All American : Père John Callahan
- 1941 : Shining Victory d'Irving Rapper : Dr. Drewett
- 1941 : Docteur Jekyll et M. Hyde (Dr. Jekyll and Mr. Hyde) : Sir Charles Emery
- 1941 : Qu'elle était verte ma vallée (How Green Was My Valley) : Gwilym Morgan
- 1942 : Les Folles Héritières (The Gay Sisters) : Ralph Pedloch
- 1943 : Et la vie recommence (Forever and a Day) : Capit. Martin
- 1943 : Fidèle Lassie (Lassie Come Home) : Sam Carraclough
- 1944 : La Falaise mystérieuse (The Uninvited) : Commandeur Beech
- 1944 : Les Aventures de Mark Twain (The Adventures of Mark Twain) : J.B. Pond
- 1944 : Le Grand National (National Velvet) : M. Herbert Brown
- 1945 : Le Fils de Lassie : Sam Carraclough
- 1945 : La Vallée du jugement (The Valley of Decision) : William Scott
- 1947 : Femme de feu (Ramrod) : Sherif Jim Crew
- 1948 : Le Maître de Lassie (Hill of Home) : Drumsheugh
- 1948 : Smith le taciturne (Whispering Smith) : Barney Rebstock
- 1949 : Le Défi de Lassie (Challenge to Lassie) : Jock Gray

#### Années 1950
- 1950 : Le Roi du tabac (Bright Leaf) : Major Singleton
- 1951 : Home Town Story : John MacFarland
- 1954 : Prince Vaillant (Prince Valiant) de Henry Hathaway : Roi Aguar
- 1955 : Ce n'est qu'un au revoir (The Long Gray Line) : Vieux Martin
- 1955 : L'Homme de la plaine (The Man from Laramie) : Alec Waggoman
- 1957 : Le Pays de la haine (en) (Drango) : le juge Allen
- 1958 : Libre comme le vent (Saddle the Wind) : Dennis Deneen
- 1958 : La Dernière Fanfare (The Last Hurrah) de John Ford : Cardinal Martin Burke
- 1959 : L'Orphelin et son chien (A Dog of Flanders) de James B. Clark : Jehan Daas

#### Années 1960
- 1960 : Pollyanna : le maire Karl Warren
- 1961 : Greyfriars Bobby: The True Story of a Dog : James Brown
- 1963 : La Montagne des neuf Spencer (Spencer's Mountain) : Grand-père Spencer

### Télévision
- 1956 : Crossroads (Série) : Père Anatole Martin
- 1959 : Playhouse 90 (Série) : Samuel Harman

### Réalisateur
- 1914 : The Little Country Mouse
- 1914 : Her Father's Silent Partner (en)
- 1914 : The Mysterious Shot
- 1914 : The Newer Woman
- 1914 : Their First Acquaintance
- 1914 : The Weaker Strain
- 1914 : The Idiot
- 1914 : The Tavern of Tragedy
- 1914 : Her Mother's Necklace
- 1914 : Frenchy
- 1914 : Down the Hill to Creditville
- 1914 : The Great God Fear
- 1914 : His Mother's Trust
- 1914 : The Warning
- 1914 : Sands of Fate
- 1914 : The Availing Prayer
- 1914 : The Niggard
- 1914 : Another Chance
- 1914 : At Dawn
- 1915 : An Old-Fashioned Girl
- 1915 : How Hazel Got Even
- 1916 : Ramona
- 1917 : Eyes of the World
- 1917 : His Sweetheart
- 1917 : The Bond Between
- 1917 : The Marcellini Millions
- 1917 : A Roadside Impresario
- 1917 : The Cook of Canyon Camp
- 1917 : Petit Bob, enfant trouvé (Lost in Transit)
- 1917 : The Countess Charming
- 1917 : The Clever Mrs. Carfax (en)
- 1918 : Jules of the Strong Heart
- 1918 : Rimrock Jones
- 1918 : La Maison du silence (The House of Silence)
- 1918 : Believe Me, Xantippe (en)
- 1918 : The Firefly of France
- 1918 : Less Than Kin (it)
- 1918 : The Goat
- 1918 : The Way of a Man with a Maid
- 1919 : Under the Top (en)
- 1919 : Venus in the East
- 1919 : The Poor Boob
- 1919 : Le Remplaçant (Johnny Get Your Gun)
- 1919 : Something to Do
- 1919 : Putting It Over
- 1919 : Un jeune homme trop rangé (A Very Good Young Man)
- 1919 : Love Insurance
- 1919 : Why Smith Left Home
- 1919 : Faites de la publicité (It Pays to Advertise)
- 1919 : Johnny exagère (Too Much Johnson)
- 1920 : The Six Best Cellars
- 1920 : Miss Hobbs
- 1920 : Held by the Enemy
- 1921 : Les Drames de l'Alaska (The Barbarian)
- 1921 : Appearances
- 1921 : The Princess of New York
- 1921 : La Terre qui chante (The Bonnie Brier Bush)
- 1922 : Tell Your Children
- 1923 : Ponjola
- 1924 : La Croisière du Navigator (The Navigator)
- 1925 : Don X, fils de Zorro (Don Q Son of Zorro)
- 1926 : Son premier succès (Sunny Side Up)
- 1926 : Young April
- 1927 : Nobody's Widow
- 1927 : Man Bait
- 1927 : Vanity
- 1927 : Le Brigadier Gérard (The Fighting Eagle)
- 1927 : Son beau geste (Dress Parade)
- 1928 : Le Clan des aigles (Stand and Deliver)
- 1928 : The Cop
- 1930 : The Runaway Bride

### Producteur
- 1949 : Abbott et Costello en Afrique (Africa Screams)

### Scénariste
- 1917 : The Cook of Canyon Camp

## Récompenses et distinctions

### Récompenses
- Oscar du meilleur acteur dans un second rôle en 1941 pour Qu'elle était verte ma vallée (How Green Was My Valley) dans le rôle de Gwilym Morgan.